# Saab 36
Le Saab 36 (également connu sous le nom de Projekt 1300) était un bombardier supersonique suédois développé par Saab AB dans les années 1950. Le bombardier a été imaginé par une équipe d’ingénieurs dirigée par Tore Edlen et comprenant Carl-Gustaf Ahremark, Åke Sundén et Aarne Lakomaa . Le projet n’a jamais vu le jour. L'avion était censé pouvoir transporter une bombe atomique de 800 kg maximum, mais le programme d'armement nucléaire suédois fut abandonné dans les années 1960.

## Conception
À l'époque, l'objectif de ce projet n'était pas encore clairement défini, si ce n'est qu'il devait être supersonique. La toute première configuration, désignée par le numéro de série 1300-01, était un intercepteur à moteur-fusée . Par la suite, il fut converti en biréacteur, et des réacteurs de conception britannique étaient envisagés, notamment des De Havilland Gyron ou Gyron Junior. Pas moins d'une centaine de configurations furent envisagées. Le moteur devait être une version revue du turboréacteur britannique Bristol Olympus, le même moteur qui équipe le bombardier à réaction Avro Vulcan, et le Concorde ,. Ce modèle a permis d'explorer une version monoréacteur de l’avion, avec le projet 1300-76C à entrée d'air ventrale, ou le 1300-77A à entrée d'air dorsale. L'armement devait être emporté dans une soute interne, une solution mise en œuvre pour limiter la traînée aérodynamique et optimiser les performances. Cette approche a néanmoins limité la capacité interne à une bombe non guidée de 800 kg, aux dimensions comparables à la Mark 7.
A partir de février 1954, il fut envisagé comme futur remplaçant du Saab 32 Lansen.

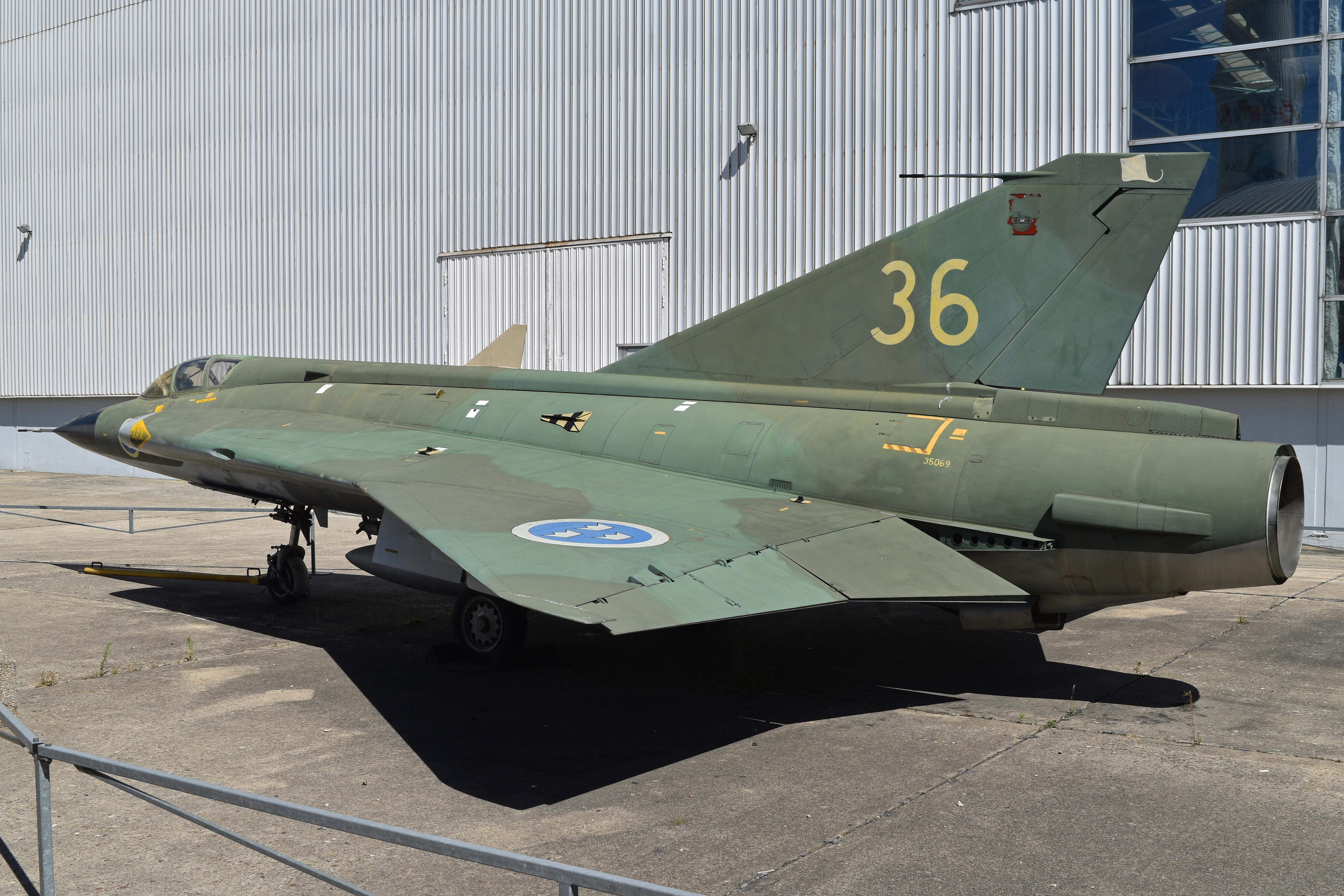
Voici ceux à quoi pourrait ressembler le Saab 36.

A partir d'octobre 1956, il fut conçu comme vecteur aérien de la future bombe atomique suédoise. Celle-ci était à l'étude depuis 1945, afin de dissuader l'URSS d'attaquer la Suède .
En 1957, la variante -76C correspondait à la configuration presque définitive du projet, qui était alors désigné sous le nom officiel A 36 par la force aérienne suédoise. Le Saab 36, comme le chasseur Saab 35 Draken, était conçu pour être équipé d'ailes delta. Le rayon d'action de l'objet susmentionné s'étendait sur une distance de 500 kilomètres, ce qui lui permettait d'atteindre les pays baltes, situés à une distance de 410 kilomètres de la Suède.
Cependant, alors que le programme était sur le point d'aboutir, le Saab 36 fut annulé. La signature par la Suède du Traité de Non-Prolifération en 1968 enterra définitivement la bombe nucléaire suédoise . N'ayant aucune autre capacité que nucléaire, il fut abandonné par manque de moyens financiers, qui furent transférés au développement du futur Saab 37 Viggen.
Le projet était désigné sous deux pseudonymes différents :
- SAAB 1300 : Désignation constructeur du projet.
- SAAB A 36 : Désignation militaire de la version prévue pour la frappe nucléaire.